# 10년대
- 10년대는 10년부터 19년까지를 가리킨다.